# جورج أبوت (سياسي)
جورج أبوت هو سياسي كندي، ولد في 1952. نشط حزبياً في BC United ‏.